# 格赖埃
格赖埃（希腊语：Γραῖαι， 意为“老妇人”“灰巫女”），是希腊神话中共用一只眼睛和一颗牙齿的三姐妹。
格赖埃是海洋之神福耳库斯和刻托所生，三姐妹的名称分别为：
- 佩佛瑞多（Πεφρηδώ），意为“刻毒” [1] [2]。
- 厄倪俄（Ενυώ），意为“暴戾”[1] [2]。
- 得诺（δύο），意为“恐怖”[2]。

另外，在古罗马作家许癸努斯的描述下还增加了第四个名称珀耳西斯。
埃斯库罗斯说，格赖埃三姐妹轮流使用一只眼睛和一颗牙齿。她们也与戈尔工是姐妹，英雄珀耳修斯在杀戈尔工美杜莎的故事中骗走了她们的眼睛，迫使她们告诉他戈尔工的住所。此外，在书库的记载中，珀耳修斯还迫使她们告知了某宁芙仙女的的住所，在那里他得到了隐身帽和飞鞋。